# Ispoure
Ispoure (en vasco Izpura) es una población y comuna francesa, en la región de Aquitania, departamento de Pirineos Atlánticos, en el País Vasco francés, distrito de Bayona y cantón de Montaña Vasca. Esta localidad era parte del Tierra de Cisa, comarca de la conocida como Baja Navarra.

## Heráldica
En campo de plata, un árbol de sinople, surmontado de una paloma de sable, contornada y en vuelo.

## Demografía
| Gráfica de evolución demográfica de Ispoure entre 1800 y 2012 |
|                                                               |

Fuentes: Ldh/EHESS/Cassini e INSEE.